# Borbás Gabi
Borbás Gabi (Budapest, 1949. március 1. –) Jászai Mari-díjas magyar színésznő, szinkronszínész.

## Életpálya
1973-ban végzett a Színház- és Filmművészeti Főiskolán, majd a József Attila Színházhoz szerződött. 1984 és 1992 között a Játékszínben, a Városmajori Szabadtéri Színpadon és a Radnóti Miklós Színházban játszott. 1994-től 2003-ig a Soproni Petőfi Színház tagja volt. 2003 és 2006 között szabadúszó, majd 2006-tól a Centrál Színház tagja. Kiváló karakterszínésznő és sokat szinkronizál.

## Magánélete
Egyszer kötött csak házasságot, a férje Kurucz Sándor operatőr volt. Élettársi kapcsolatban élt évekig Vogt Károly színésszel, de egy 13 évig tartó kapcsolatból születtek a gyermekei: Tóth Marica festőművész, valamint Tóth Imre, aki  hangmérnök lett.

## Színházi szerepei
| Darab                                   | Szerep                                         | Színház                                 | Bemutató             | Forrás |
| --------------------------------------- | ---------------------------------------------- | --------------------------------------- | -------------------- | ------ |
| Angyalföld                              | Suszterné                                      | József Attila Színház                   | 1980. április 9.     | [ 10 ] |
| A 88. utca foglyai                      | Pauline                                        | Centrál Színház                         | 2010. január 30.     | [ 11 ] |
| A fogadósnő (Mirandolina)               | Griselda                                       | Vidám Színpad                           | 2007. november 16.   | [ 12 ] |
| Az ideális férj                         | Mrs. Marchmont                                 | Radnóti Színház                         | 2003. december 14.   | [ 13 ] |
| A Kikapós patikárius                    | Amandine, Fourageot barátnője (1978-ban)       | Városmajori Színpad                     | 1977. július 15.     | [ 14 ] |
| A Kikapós patikárius                    | Amandine, Fourageot barátnője                  | József Attila Színház                   | 1985. június 24.     | [ 15 ] |
| A Kikapós patikárius                    | Amandine, Fourageot barátnője                  | József Attila Színház                   | 1985. október 26.    | [ 16 ] |
| A Makrancos hölgy                       | Bianca                                         | József Attila Színház                   | 1974. március 23.    | [ 17 ] |
| A néma levente                          | Beatrix, Mátyás király felesége                | Budavári vigasságok a Hilton Szállóban  | 1982. június 24.     | [ 18 ] |
| A néma levente                          | Gianetta, Zilia barátnője                      | Játékszín                               | 1989. március 24.    | [ 19 ] |
| A néma levente                          | Gianetta, Zilia barátnője                      | Játékszín                               | 1992. március 7.     | [ 20 ] |
| Andorra                                 | Szenyóra                                       | Soproni Petőfi Színház                  | 1996. február 10.    | [ 21 ] |
| A régi nyár                             | Mimóza, öltöztetőnő                            | József Attila Színház                   | 1983. február 26.    | [ 22 ] |
| A Salemi boszorkányok                   | Merci Lewis, szolgáló                          | József Attila Színház                   | 1976. február 14.    | [ 23 ] |
| A szabin nők elrablása                  | Borbála, Bányai felesége                       | Gózon Gyula Kamaraszínház               | 2007. március 24.    | [ 24 ] |
| A velencei kalmár                       | Arlecchino                                     | Vidám Színpad                           | 2008. július 24.     | [ 25 ] |
| A velencei kalmár                       | Arlecchino; Öreg Gobbó                         | Centrál Színház                         | 2008. október 17.    | [ 26 ] |
| A zongora                               | Mühlstadt Arthur felesége, szül. Módl Johanna  | Soproni Petőfi Színház                  | 2000. november 18.   | [ 27 ] |
| Az Ígéret földje                        | Mrs. Fawcett                                   | Centrál Színház                         | 2012. október 19.    | [ 28 ] |
| Bástyasétány 77.                        | Elvíra, jósnő                                  | Soproni Petőfi Színház                  | 2002. december 6.    | [ 29 ] |
| Babus                                   | Kisasszony (2008-tól)                          | Játékszín                               | 2004. március 13.    |        |
| Black Comedy                            | Miss Furnival                                  | Centrál Színház                         | 2012. március 8.     | [ 30 ] |
| Bolond vasárnap                         | Roza Zürcseva                                  | József Attila Színház                   | 1988. november 19.   | [ 31 ] |
| Cabaret                                 | Fräulein Schneider asszony                     | Soproni Petőfi Színház                  | 1998. március 14.    | [ 32 ] |
| Cabaret                                 | Fräulein Schneider asszony                     | Centrál Színház                         | 2010. december 30.   | [ 33 ] |
| Chicago                                 | Velma Kelly                                    | Soproni Petőfi Színház                  | 1999. szeptember 25. | [ 34 ] |
| Csak semmi szexet kérem…!               | Eleanor Hunter                                 | Vidám Színpad                           | 2006. március 17.    | [ 35 ] |
| Csendesek a hajnalok                    | Rita                                           | József Attila Színház                   | 1984. november 6.    | [ 36 ] |
| Cseresznyéskert                         | Ranyevszkaja, Ljubov Andrejevna földbirtokosnő | Soproni Petőfi Színház                  | 2001. október 6.     | [ 37 ] |
| Dandin úr                               | Kati                                           | József Attila Színház                   | 1978. május 13.      | [ 38 ] |
| Egy lócsiszár virágvasárnapja           | Lisbeth                                        | József Attila Színház                   | 1977. február 12.    | [ 39 ] |
| ... és már senki sem! (Tíz kicsi néger) | E. Rogers                                      | Vidám Színpad                           | 2004. december 17.   | [ 40 ] |
| Fekete Péter                            | Ságiné                                         | Centrál Színház                         | 2009. november 20.   | [ 41 ] |
| Figaro házassága                        | Marcellina                                     | Keszthelyi Nyári Játékok                | 2004. július 24.     | [ 42 ] |
| Figaro házassága                        | Marcellina                                     | Vidám Színpad                           | 2004. október 29.    | [ 43 ] |
| Furcsa pár                              | Gwendoline O'Pigeon                            | Játékszín                               | 1994. október 21.    | [ 44 ] |
| Furcsa pár                              | Olive Madison                                  | Centrál Színház                         | 2008. december 12.   | [ 45 ] |
| Halmi vagy a tékozló fiú                | Lili, Pilisi leánya                            | József Attila Színház                   | 1980. október 18.    | [ 46 ] |
| Hyppolit, a lakáj                       | Julcsa                                         | Játékszín                               | 1984. március 22.    | [ 47 ] |
| Hyppolit, a lakáj                       | Schneiderné                                    | Soproni Petőfi Színház                  | 1997. március 14.    | [ 48 ] |
| Illatszertár                            | Molnár kisasszony                              | Centrál Színház                         | 2012. december 30.   | [ 49 ] |
| Incidens az Ingeborg-hangversenyen      | Breitmayerné                                   | Soproni Petőfi Színház                  | 2000. november 18.   | [ 50 ] |
| Kaviár és lencse                        | Matilde, Leonida testvére                      | Gózon Gyula Kamaraszínház               | 2009. április 18.    | [ 51 ] |
| Keresztül-kasul                         | Fiona Foster                                   | Soproni Petőfi Színház                  | 1995. szeptember 30. | [ 52 ] |
| Koldusopera                             | Lucy, Brown lánya                              | József Attila Színház                   | 1977. május 7.       | [ 53 ] |
| Liliomfi                                | Mariska, Kamilla növendéke                     | József Attila Színház                   | 1973. szeptember 22. | [ 54 ] |
| Lovagias ügy                            | Virágné                                        | Soproni Petőfi Színház                  | 1993. november 20.   | [ 55 ] |
| Ma éjjel megnősülök!                    | Vera, Péter menyasszonya                       | József Attila Színház                   | 1973. december 8.    | [ 56 ] |
| Mégis, kinek az élete?                  | Anderson főnővér                               | Centrál Színház                         | 2009. december 18.   | [ 57 ] |
| Mezítláb a parkban                      | Mrs. Bank                                      | Soproni Petőfi Színház                  | 2002. október 4.     | [ 58 ] |
| Mezítláb a parkban                      | Mrs. Bank                                      | Jászai Mari Színház                     | 2003. november 5.    | [ 59 ] |
| Mindent a kertbe                        | Berly                                          | József Attila Színház                   | 1990. november 17.   | [ 60 ] |
| Mirandolina                             | Griselda                                       | Keszthelyi Nyári Játékok                | 2007. július 26.     | [ 61 ] |
| Naftalin                                | Kabóczáné                                      | József Attila Színház                   | 1990. október 6.     | [ 62 ] |
| Naftalin                                | Kabóczáné                                      | Radnóti Színház                         | 2010. március 21.    | [ 63 ] |
| Nem fizetünk, nem fizetünk!             | Margherita                                     | Gárdonyi Géza Színház                   | 1987. május 23.      | [ 64 ] |
| Nem fizetünk, nem fizetünk!             | Margherita                                     | József Attila Színház                   | 1987. szeptember 12. | [ 65 ] |
| Nyitott házasság                        | Antonia, a feleség                             | Soproni Petőfi Színház                  | 1998. november 8.    | [ 66 ] |
| Pajzán históriák                        | Komorna                                        | József Attila Színház                   | 1980. május 24.      | [ 67 ] |
| Pogánytánc                              | Kate, tanító                                   | Bartók Kamaraszínház és Művészetek Háza | 2003. február 7.     | [ 68 ] |
| Rozsdatemető                            | Eszter                                         | József Attila Színház                   | 1980. március 29.    | [ 69 ] |
| Szemfényvesztés                         | Madame Separet                                 | Vidám Színpad                           | 2006. december 31.   | [ 70 ] |
| Semmi pánik                             | Marion, Magee felesége                         | Vidám Színpad                           | 2007. október 12.    | [ 71 ] |
| Szent szörnyetegek                      | Esther                                         | Soproni Petőfi Színház                  | 2000. március 18.    | [ 72 ] |
| Sok hűhó semmiért                       | Ursula, Hero társalgónője                      | József Attila Színház                   | 1975. április 19.    | [ 73 ] |
| Szókimondó asszonyság                   | Szókimondó Kata                                | Jászai Mari Színház                     | 2000. május 4.       | [ 74 ] |
| Szókimondó Kata                         | Julcsa                                         | József Attila Színház                   | 1973. május 19.      | [ 75 ] |
| Szombat, vasárnap, hétfő                | N/A                                            | Soproni Petőfi Színház                  | 1996. december 7.    | [ 76 ] |
| Üvegfigurák                             | Amanda Wingfield, az anya                      | Soproni Petőfi Színház                  | 1999. február 13.    | [ 77 ] |
| Taps                                    | Karen Richardson, Rob felesége                 | József Attila Színház                   | 1985. január 21.     | [ 78 ] |
| Tündérlaki lányok                       | Olga                                           | József Attila Színház                   | 1984. május 12.      | [ 79 ] |
| Vidám kísértet                          | Ruth                                           | Soproni Petőfi Színház                  | 2000. október 7.     | [ 80 ] |
| Vidám kísértet                          | Bradmanné                                      | Vidám Színpad                           | 2006. április 28.    | [ 81 ] |
| Villon és a többiek                     | Catherine                                      | József Attila Színház                   | 1976. május 22.      | [ 82 ] |
| Vízkereszt, vagy amit akartok           | Mária, Olívia komornája                        | Vidám Színpad                           | 2005. október 21.    | [ 83 ] |
| Zűrzavaros éjszaka                      | Veta, Dumitrache neje                          | Soproni Petőfi Színház                  | 2002. március 16.    | [ 84 ] |

## Filmjei

### Játékfilmek
- Makra (1972)
- Utazás Jakabbal (1972)
- Illatos út a semmibe (1974)
- Jelbeszéd (1974)
- Szeleburdi vakáció (1987)
- A nap utcai fiúk (2007)
- Kis Vuk (2008) – Arcadonna hangja
- Gondolj rám (2014)

### Tévéfilmek
- A palacsintás király (1973)
- Szörnyeteg (1974)
- Nincs többé férfi (1974)
- Vivát, Benyovszky! 1-13. (1975)
- A peleskei nótárius (1975)
- Muslincák a liftben (1977)
- Szálka hal nélkül (1984)
- Anna es Anton (1985)
- Linda (1989)
- Családi kör (1990)
- Uborka (1992)
- Rizikó (1993)
- Szomszédok (1993-1999)
- Gálvölgyi Show (1997)
- TV a város szélén (1998)
- Kisváros (2001)
- A nap utcai fiúk (2007)
- Barátok közt (2009–2010)
- Marslakók (2012)
- Drága örökösök (2019-2020)
- Keresztanyu (2021)
- A Séf meg a többiek (2022)
- Drága örökösök – A visszatérés (2022–)

## Filmes szinkronszerepek
(teljes lista – Internetes Szinkron Adatbázis)

| Év   | Cím                                                           | Szerep                       | Színész             |
| ---- | ------------------------------------------------------------- | ---------------------------- | ------------------- |
| 1981 | Tündér Lala                                                   | Írisz királynő               | Irina Alfjorova     |
| 1990 | Sellők                                                        | Carrie                       | Caroline McWilliams |
| 1991 | Addams Family – A galád család                                | Margaret Alford              | Dana Ivey           |
| 1992 | Bumeráng                                                      | Angela Lewis                 | Halle Berry         |
| 1993 | Addams Family 2. – Egy kicsivel galádabb a család             | Margaret Addams              | Dana Ivey           |
| 1994 | Csak veled                                                    | Kate                         | Bonnie Hunt         |
| 1994 | Vágyak vonzásában                                             | Olivia Marshak               | Lolita Davidovich   |
| 1995 | Jumanji                                                       | Carol Anne Parrish           | Patricia Clarkson   |
| 1995 | Még zöldebb a szomszéd nője                                   | Maria Sophia Coletta Ragetti | Sophia Loren        |
| 1996 | 101 kiskutya                                                  | Szörnyella De Frász          | Glenn Close         |
| 1999 | Bosszúból jeles                                               | Mrs. Eve Tingle              | Helen Mirren        |
| 1999 | Cuki hagyatéka                                                | Camille Dixon                | Glenn Close         |
| 2000 | 102 kiskutya                                                  | Szörnyella De Frász          | Glenn Close         |
| 2001 | Doktor Szöszi                                                 | Mrs. Windham Vandermark      | Raquel Welch        |
| 2003 | Hogyan veszítsünk el egy pasit 10 nap alatt                   | Lana Jong                    | Bebe Neuwirth       |
| 2003 | Pán Péter                                                     | Millicent néni               | Lynn Redgrave       |
| 2004 | Harry Potter és az azkabani fogoly                            | Madame Rosmerta              | Julie Christie      |
| 2005 | Narnia Krónikái: Az oroszlán, a boszorkány és a ruhásszekrény | Hód mama                     | Dawn French         |
| 2006 | Édes kis malackám                                             | Jessica Wilhern              | Catherine O’Hara    |
| 2006 | Az ördög Pradát visel                                         | Miranda Priestly             | Meryl Streep        |
| 2007 | Este                                                          | Mrs. Wittenborn              | Glenn Close         |
| 2008 | Kétely                                                        | Aloysius nővér               | Meryl Streep        |
| 2009 | Görögbe fogadva                                               | Dr. Tullen                   | Caroline Goodall    |
| 2010 | Bérgyilkosék                                                  | Mrs. Kornfeldt               | Catherine O’Hara    |
| 2010 | Már megint Te?!                                               | Gail                         | Jamie Lee Curtis    |
| 2011 | A leleményes Hugo                                             | Jeanne mama                  | Helen McCrory       |
| 2011 | Albert Nobbs                                                  | Albert Nobbs                 | Glenn Close         |
| 2014 | A lentnél is lejjebb                                          | Gram                         | Glenn Close         |
| 2016 | A lány a vonaton                                              | Riley                        | Allison Janney      |
| 2017 | Az                                                            | Mrs. Starrett                | Elizabeth Saunders  |
| 2017 | Apavadászat                                                   | Helen                        | Glenn Close         |
| 2019 | Addams Family – A galád család                                | Szundi néni                  | Jenifer Lewis       |

## Sorozatos szinkronszerepek
| Év        | Cím                       | Szerep             | Színész      | Forrás |
| --------- | ------------------------- | ------------------ | ------------ | ------ |
| 1975–1977 | Alfa holdbázis            | Dr. Helena Russell | Barbara Bain | [ 86 ] |
| 1985      | A chateauvalloni polgárok | Marie-Lou Berg     | Marie Keime  | [ 87 ] |
| 1989      | Hatalom és szenvedély     | Anna Byrne Wright  | Suzy Cato    | [ 88 ] |
| 2016      | Evermoor titkai           | Bridget nagynéni   | Georgie Glen | [ 89 ] |

## Hangjáték, rádió
- Czakó Gábor: A szoba (1972)
- Gyurkovics Tibor: Óriáskifli (1975)
- Tersánszky Józsi Jenő: Az örökéletű virágok (1976)
- Karinthy Ferenc: Visszajátszás (1977)
- Lope de Vega: Sevilla csillaga (1977)
- Miguel Angel Asturias: A zöld pápa (1978)
- Moldova György: Az ötödik sípszó (1978)
- Georges Corteline: Első vizit (1979)
- Szakonyi Károly: Három dobás hat forint (1979)
- Keleti István: Pacsuli palota (1980)
- Mándy Iván: A tengerbe esett férfi (1980)
- Mándy Iván: Szivarfüst-keringő (1980)
- Szabó Magda: Születésnap (1980)
- Pekka Lounela: A csúnya hercegnő (1981)
- A JÁTSZÓ EMBER - Az istenek táblái, avagy a kocka el van vetve (1982)
- A JÁTSZÓ EMBER - Az örök sakk-király (1982)
- Alexandre Dumas, Ifj.: A kaméliás hölgy (1983)
- Zimre Péter: Köszönjük, Mr. Bell! (1983)
- Ördögh Szilveszter: Jövőnk árnya (1984)
- Wallace, Edgar: Fecsegő felügyelő esetei (1984)
- Bogáti Péter: Az oroszlán is macska (1985)
- Mándy Iván: Alagsori tárlat (1985)
- Benedek Elek-Illyés Gyula: Az égig érő fa (1986)
- Oscar Wilde: A boldog herceg (1987)
- Gábor Éva: Mackókuckó (1988)
- Helen Nielson: A borzalmak háza (1988)
- Kaló Flórián: Halló, ott vagy még? (1988)
- Krúdy Gyula: A vörös postakocsi (1988)
- Vezda János: A túsz a saját lánya (1989)

## Díjai
- Jászai Mari-díj (1998)
- Kabos Gyula-díj (1998)
- Aase-díj (2010)